# Willa Gustawa Schreera
Willa Gustawa Schreera, niekiedy Willa Quantum – willa mieszcząca się w Łodzi przy ulicy Narutowicza 48.

## Historia
Gustaw Adolf Schreer kupił działkę przy ówczesnej ulicy Dzielnej w 1888 roku od Michała Kona i Bernarda Birencwela za 6 tysięcy rubli. Wkrótce po tym zwrócił się do władz w Piotrkowie Trybunalskim o wyrażenie zgody na budowę dwupiętrowej przędzalni, magazynu wełny, stajni, kantoru i kotłowni z kominem. Willa stanęła 5 lat później – budowa pałacu rozpoczęła się w 1893 roku, a zakończyła już w roku następnym. Świadczy o tym, między innymi, wkomponowany w posadzkę napis "SALVE 1894", co z łaciny oznacza "Witaj, bądź pozdrowiony".
Budynek wpisany jest do rejestru zabytków pod numerem A/269 z 19.11.1997.

## Opis architektoniczno-artystyczny
Schreer otrzymał pozwolenie na budowę jednopiętrowego budynku mieszkalnego z oficyną w 1893 roku. Autorem projektu architektonicznego był jeden z najwybitniejszych architektów w ówczesnych czasach na ziemiach polskich, Gustaw Landau - Gutenteger. Budynek został zaprojektowany w kształcie litery L. Całość jednoznacznie nawiązuje do stylistyki typowo neorenesansowej. Charakterystyczne dla tego budynku są boniowania w części parterowej oraz bogaty program zdobień na piano nobile. Dekoracjami fasady na I piętrze budynku wokół okien są ornamenty z rozetami i palmami, kobiece głowy, głowice korynckie. Balkon na I piętrze podtrzymywany jest przez wsporniki w formie spływów wolutowych, których zakończenie zdobią głowy lwów.

## Własność

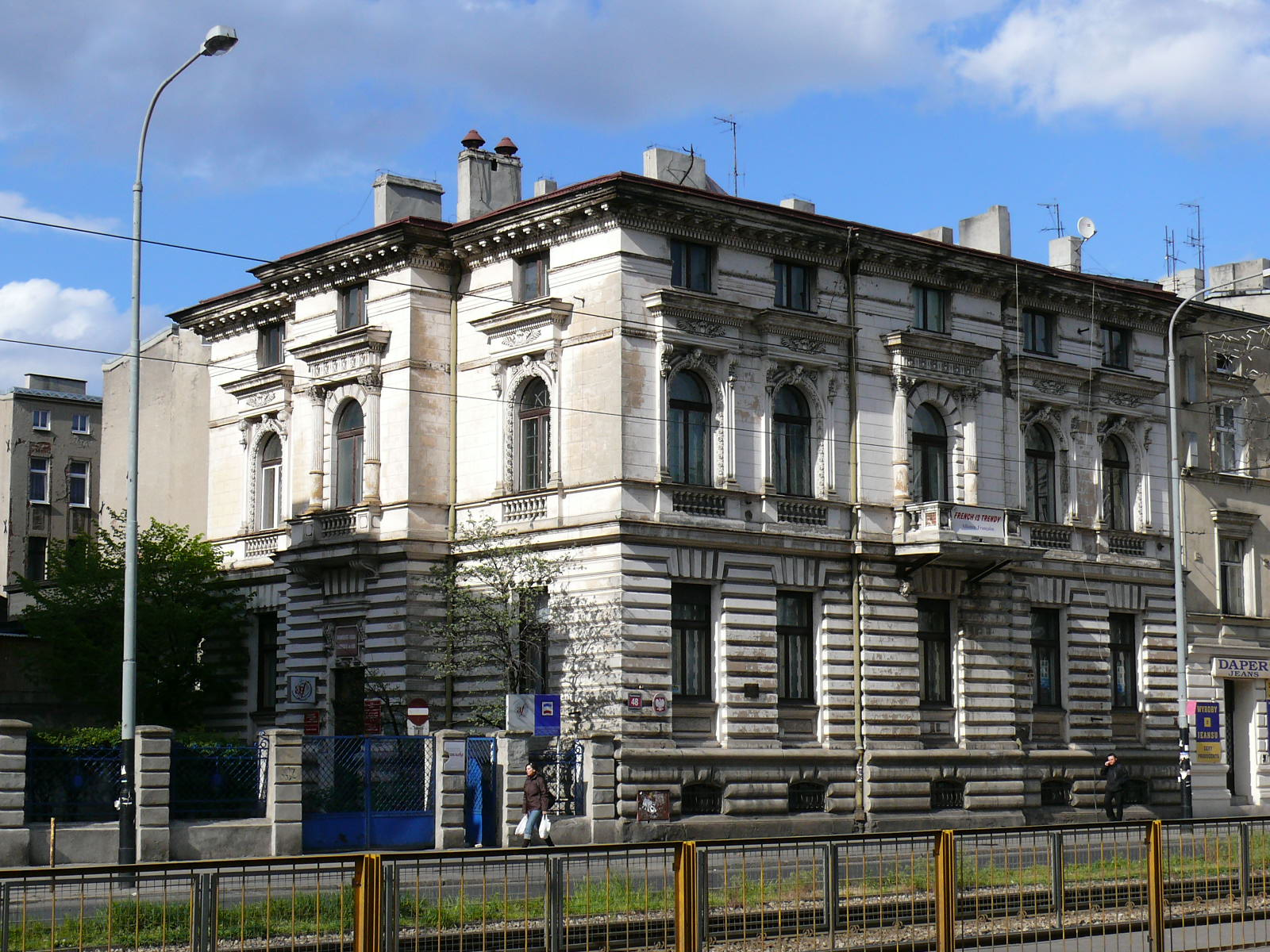
Stan willi przed remontem

Pierwotnie pałac był własnością jednego z łódzkich fabrykantów, Juliusza Gustawa Adolfa Ferdynanda Schreera. O właścicielu wiadomo niewiele, ożenił się z Gertrudą Małgorzatą z Bennichów, nazywaną przez wszystkich Bertą, owocem tego związku byli trzej synowie. Gustaw (bo tego imienia właśnie używał) Schreer był właścicielem niciarni parowej oraz przędzalni wełny z andyjskiego wigonia. Schreer pełnił również funkcję sędziego handlowego, a wraz z innymi łódzkimi przemysłowcami był współautorem pomysłu założenia Łódzkiego Automobil-Klubu. Jego fabryka w 1894 roku zatrudniała około 60 robotników, a liczba ta ciągle rosła. Gustaw Schreer zmarł w 1920 roku, później pałac był zamieszkiwany przez wdowę Bertę, a także syna Joachima, który nadal prowadził fabrykę po zmarłym ojcu. 
Po zakończeniu II wojny światowej willę przejęły Zakłady Remontu Maszyn Przemysłu Włókienniczego. W praktyce oznaczało to spore zmiany we wnętrzach – na poddaszu stworzono pracownicze mieszkania, a w jednym z głównych salonów, utworzono świetlicę. Kolejnym użytkownikiem nieruchomości było Towarzystwo Przyjaźni Polsko-Radzieckiej, które miało tu swoją siedzibę, a po 1898 roku utworzono tu Alliance Francaise – współpracujący z Uniwersytetem Łódzkim ośrodek nauki języka francuskiego.
W 2013 roku nieruchomość od miasta kupił prywatny inwestor, który postanowił przywrócić dawny blask nieruchomości.

## Remont
Poprzedni właściciele nie do końca dbali o to, by utrwalić zabytkowy charakter nieruchomości. Remonty prowadzone były niekonsekwentnie – wiele pomieszczeń zwyczajnie przebudowano, powiększono okna na poddaszu, remontów dokonywano jedynie doraźnie, nie uwzględniając przy tym jakości użytych materiałów, jak i samego wykonania.
W 2013 roku prywatny inwestor zakupił od miasta Łodzi nieruchomość i rozpoczął jej renowację, która trwała 2 lata. Wszelkie prace budowlane przeprowadzono z wysoką dbałością o detale architektoniczne.
Udało się w całości odtworzyć elewację budynku, podwórze wyłożono oryginalną XIX wieczną kostką brukową, a nieruchomość ogrodzono stylowym parkanem. Podwórze zdobią liczne nasadzenia, m.in. dęby kolumnowe oraz cyprysiki nutkajskie. Istotną zmianą było także przywrócenie oryginalnego wykroju okien na poddaszu – dzięki ich ponownemu zmniejszeniu, budynek nabrał pierwotnych proporcji. Wyzwaniem było podjęcie prac konserwatorskich we wnętrzu budynku – lata zaniedbań, liczne kradzieże, doprowadziły do ich ruiny. W jednym z salonów wzrok przyciąga imitacja kominka z malowanym panneau oraz przeszklenia w bogato zdobionej boazerii, pełniące funkcje szafek.

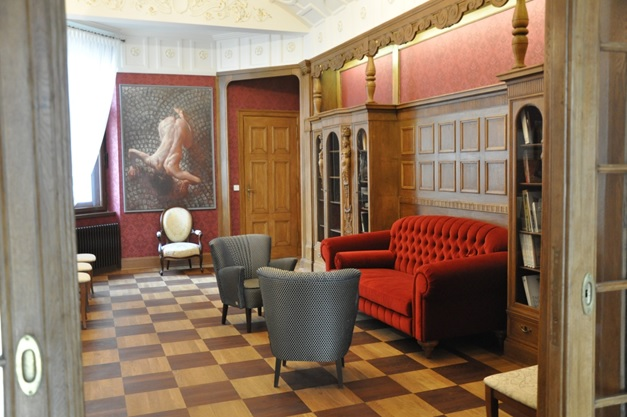
Pokój berliński

Udało się odrestaurować między innymi tzw. pokój berliński, który posiada beczkowo sklepiony sufit, na którym znajduje się bogata sztukateria w postaci ornamentów roślinnych, rycerskich tarcz i hełmów. W pomieszczeniu tym zachowała się szafa przyścienna, która stanowi niejako element boazerii – pomiędzy bogato rzeźbionymi, przeszklonymi szafkami, jest miejsce na sofę – co przywodzi na myśl, że pomieszczenie to pierwotnie pełniło funkcję gabinetu czy też biblioteczki właściciela.
Hall na parterze i I piętrze wyłożono płytkami z wzorem charakterystycznym dla końca XIX wieku. Klatkę schodową, która nie posiadała żadnych oryginalnych dekoracji, wzbogacono stylizowanymi dekoracjami w postaci płycin naściennych, dodano również lampy, odtworzone w oparciu o zachowaną ikonografię.
W odrestaurowanych wnętrzach znalazły się również zabytkowe meble oraz elementy wyposażenia, jak np. żyrandole. 
Obecnie budynek stanowi siedzibę firmy Grupa Brokerska Quantum Sp. z o.o. oraz restauracji Quale.

## Nominacje, wyróżnienia i nagrody
- 2016 - Laureat Konkursu "Zabytek Dobrze Utrzymany" Fundacji Ulicy Piotrkowskiej